# 寻味
寻味（英语：Sapor Tracing）是凤凰网旗下凤凰视频制作的饮食节目，也是继《斗味》之后，凤凰视频推出的第二档美食节目、中国首档全媒体美食行走节目。本节目邀请明星在原乡故地里漫步，品尝各地的美食之秘，街巷乡野觅美食之源。节目以“行一段路，寻一种味”为口号。嘉宾则包括黄征（1-2集）、好妹妹乐队（3-4集）、杨二车娜姆（5-6集）。
本节目于2014年8月23日在凤凰卫视中文台、凤凰视频同步播出，至2014年9月27日播毕；凤凰卫视欧洲台、美洲台、澳洲版则于2014年9月14日播出，2014年10月19日播毕，较中文台晚三个星期。

## 每期内容
| 期数 | 拍摄地点   |
| ---- | ---------- |
| 1    | 四川乐山   |
| 2    | 四川凉山州 |
| 3    | 山西平遥   |
| 4    | 山西交城   |
| 5    | 江苏南通   |
| 6    | 江苏无锡   |

## 凤凰卫视播出时间
本节目在凤凰卫视中文台、欧洲台、美洲台、澳洲版的播出时间如下：
- 凤凰卫视中文台：香港时间星期六15:00-15:35、星期日09:30-10:05、23:30-00:10、星期一06:25-07:00。
- 凤凰卫视欧洲台：格林威治时间星期日09:35-10:15、20:30-21:10。
- 凤凰卫视美洲台：美国西岸时间星期日08:40-09:20、20:30-21:10。
- 凤凰卫视澳洲版：悉尼时间星期日19:35-20:15、星期一05:30-06:10。